# Psicologia canina
Psicologia canina é o estudo do comportamento natural dos cães. Através dela, é possível comunicar-se (entender e ser entendido) com qualquer cachorro instantaneamente, mesmo que ele nunca tenha tido um treinamento formal.

## Psicologia Canina no Treinamento de Cães
O objetivo da psicologia canina no treinamento de um cachorro é proporcionar uma comunicação com os cães em sua própria linguagem (linguagem corporal, emoção, intenção), enquanto que, no adestramento, o objetivo é ensinar ao cão um padrão de aprendizado (comunicação) e, a partir daí, criar comandos baseados em gatilhos (voz, gesto, evento etc).
Após analisar um problema de comportamento como a agressividade, por exemplo, o etólogo (profissional especializado em comportamento animal) considera a herança genética e os fatores internos do cão, como um possível problema hormonal, e também os fatores externos que influenciam a qualidade de vida e comportamento do animal, como a educação, alimentação, estimulação mental, socialização e experiências prévias.

## Comunicação Canina
Os cães usam principalmente sua linguagem corporal para se comunicarem. Rabo, orelhas e latido são os aspectos mais facilmente notados, mas existem dezenas de sinais que podem ser usados pelo cachorro para transmitir uma mensagem, como a postura do corpo, boca e língua, olhos, pelo, rosnado, patas, movimentação etc.

## Cesar Millan
A psicologia canina foi muito difundida pelo mundo pelo mexicano radicado nos Estados Unidos Cesar Millan, através do programa de TV O Encantador de Cães, com sua fórmula de exercício, disciplina e afeto.

## Pilares
Para suprir as necessidades naturais dos cães, a psicologia canina se firma em 4 pilares. Suprir as necessidades do cachorro como animal, como espécie, como raça e como indivíduo (com suas próprias particularidades).